# Dobin am See
Dobin am See är en kommun i Landkreis Ludwigslust-Parchim i förbundslandet Mecklenburg-Vorpommern i Tyskland.
Kommunen bildades den 13 juni 2004 genom en sammanslagning av de tidigare kommunerna Retgendorf och Rubow.
I kommunen finns orterna Alt Schlagsdorf, Buchholz, Flessenow, Liessow, Neu Schlagsdorf, Retgendorf och Rubow.
Kommunen ingår i kommunalförbundet Amt Crivitz tillsammans med kommunerna Banzkow, Barnin, Bülow, Crivitz, Cambs, Demen, Friedrichsruhe, Gneven, Langen Brütz, Leezen, Pinnow, Plate, Raben Steinfeld, Sukow, Tramm och Zapel.